# Divisió d'Arakan
La divisió d'Arakan fou una entitat administrativa formada a Birmània sota domini britànic. Estava formada pels següents districtes:
- Districte d'Akyab
- Districte d'Arakan Hill Tracts (o Districte de Nothern Arakan)
- Districte de Kyaukpyu
- Districte de Sandoway

Els Arakan Hill Tracts no estaven sota autoritat britànica directe. La superfície era de 37.622 km² i la població era (1881) de 587.518 habitants amb una proporció de 4 budistes per cada musulmà i amb 2 ciutats i 3528 pobles. Fou annexionada el 1826 i va formar una província o divisió dins de la presidència de Bengala fins que Birmània va formar província separada el 1937. Inicialment arribava fins al Cap Negrais i la formaven quatre districtes: Akyab, An, Ramri (Ramree) i Sandoway. Quan fou annexionat Pegu el 1852 la part inferior d'Arakan entre Kyeintali i Cape Negrais fou agregada al districte de Bassein encara que després va recuperar una part entre Kyeintali i el riu Gwa. Fou administrada per un comissionat amb capital a Akyab. Ramreee va esdevenir el 1855 el districte de Kyaukpyu.
El 1974 la nova constitució de Birmània la va convertir en l'estat Rakhine.